# 布瑞吉
布瑞吉（1993年11月4日—），本名程劍橋，中国男歌手，2017年於《中國有嘻哈》中以《老大》一曲成名。

## 生平
1993年，布瑞吉出生於中國重慶市。2017年，他於《中國有嘻哈》中以《老大》一曲成名，最終晉級至全國9強。翌年，他在新浪微博上宣布結婚。

## 主要作品
| 年代 | 歌曲               | 備註                     |
| ---- | ------------------ | ------------------------ |
| 2016 | 《老大》           |                          |
| 2016 | 《螞蟻》           |                          |
| 2017 | 《你猜我猜不猜》   | 與GAI合唱                |
| 2017 | 《EVERYDAY》       | 與K ELEVEN合唱           |
| 2017 | 《FUN耍得真》      |                          |
| 2017 | 《Young Bridge》   |                          |
| 2017 | 《買個包包》       |                          |
| 2018 | 《長河》           | 與GAI、大傻DamnShine合唱 |
| 2021 | 《通途》           | 與Jony-J合唱             |
| 2021 | 《BRIDGE BOOM!!!》 | 與黃旭合唱               |
| 2022 | 《後浪》           |                          |

## 外部連結
- 布瑞吉的新浪微博